# 金陵十三釵
『金陵十三釵』（きんりょうじゅうさんさ、英語題：The Flowers Of War）は、2011年公開の中国映画。張芸謀（チャン・イーモウ）監督作品。日本未公開。原作は厳歌苓（ゲリン・ヤン）の同名小説で、題名は『紅楼夢』の『金陵十二釵』に由来する。
南京事件を題材とした映画で、中国映画史上最高額となる製作費6億元（約78億円）を投じた超大作であり、2011年の中国の年間総興行第1位（約71億円）と大ヒットし、中国社会に大きな影響を与えた。第84回アカデミー賞外国語映画賞中国代表作品。

## ストーリー
舞台は日中戦争下、1937年の南京。南京へ侵攻してきた日本軍から迫害を受け教会の建物の中へ逃げ込んだ中国人女子学生ならびに娼婦らを米国人納棺師ジョン（クリスチャン・ベール）が聖職者になりきり匿い救う。日本軍士官である長谷川大佐は女学生たちを保護する約束をするが、同時に彼女等がパーティーで賛美歌を合唱するよう要求する。女子学生たちを助けるために、一緒に避難していた12人の娼婦と1人の少年侍者が女子学生に扮装し身代わりとして日本軍の南京陥落パーティーに赴き、その隙にジョンは修理された教会のトラックと密かに入手した通行証で女子学生たちを南京から救出する。

## 出演
- クリスチャン・ベール - ジョン（アメリカ人聖職者）
- 倪妮 - 玉墨
- 張歆怡 - 孟書娟
- 佟大為 - 李教官
- 黄天元 - 陳喬治
- 韓熙庭 - 怡春
- 李玥敏 - 荳蔻
- 白雪 - 香蘭
- 袁楊純子 - 蚊
- 孫佳 - 胖美花
- 曹可凡 - 孟先生
- 黄海波 - 許大鵬
- 朱良奇 - 浦生
- ポール・シュナイダー - テリー
- 渡部篤郎 - 長谷川 （日本兵）
- 小林成男 - 加藤中尉（日本兵）
- 山中崇 - 朝倉中尉（日本兵）
- 安長博文 - （日本兵）
- 梶岡潤一 - （日本兵）

## 評価
映画レビューサイトRotten Tomatoesでは44%の評価が付いた。
映画ライターの小西未来は、映画について中国政府によるプロパガンダだと決めつけるのは簡単だし実際に彼らにはその意図があるのかもしれないとしつつ、長谷川大佐の描き方などでは日本兵を邪悪で凶悪な存在として画一的に描くこともできたのにあえて避けており、チャン・イーモウ監督の演出に悪意は感じないとし、またストーリーも良いと評価した。一方で、普通の作品のように物語世界に没頭できず、これほど居心地の悪い思いをしたのは初めてだとした。
戦争映画研究家・作家の永田喜嗣は、悲惨な事件の映画化であるにもかかわらず、映像美と人間愛に彩られた作品であると評している。

### 映画賞ノミネート
| 賞                         | 部門             | 対象           | 結果       |
| -------------------------- | ---------------- | -------------- | ---------- |
| ゴールデングローブ賞       | 外国語映画賞     | 『金陵十三釵』 | ノミネート |
| アジア・フィルム・アワード | 作曲賞           | 陳其鋼         | ノミネート |
| アジア・フィルム・アワード | 衣裳デザイナー賞 | 張叔平         | ノミネート |
| アジア・フィルム・アワード | 監督賞           | 張芸謀         | ノミネート |
| アジア・フィルム・アワード | 作品賞           | 『金陵十三釵』 | ノミネート |
| アジア・フィルム・アワード | 新人賞           | 倪妮           | ノミネート |
| アジア・フィルム・アワード | 脚本賞           | 劉恆、厳歌苓   | ノミネート |

第84回アカデミー賞外国語映画賞の中国代表作品になるもノミネートを逃している。

## 中国社会への影響
日本兵によるリアルで残虐な戦闘シーンや、中国人女性への強姦や輪姦、殺戮シーンなど反日感情を刺激する日本軍の残虐性を強調するシーンが多く、上映中、中国の映画館内では、すすり泣きと日本人を罵倒する声があちこちから聞こえ、またインターネット上にはこの映画の影響を受け反日を叫ぶ書き込みが溢れたという。
この映画を鑑賞した人気歌手の韓紅が中国版ツイッター・新浪微博に日本を罵倒する書き込みをしたところ、インターネット上ではそれに対する賞賛の書き込みがあふれる一方で、韓紅の書き込みは「愛国主義の濫用」「品位に欠ける」などの批判もなされるなど、賛否両論の論争となった。